# SN 2003lf
SN 2003lf – supernowa typu Ia odkryta 13 grudnia 2003 roku w galaktyce A010849-0044. W momencie odkrycia miała maksymalną jasność 22,10m.